# Fremmedlegionen
 Der er for få eller ingen kildehenvisninger i denne artikel, hvilket er et problem. Du kan hjælpe ved at angive troværdige kilder til de påstande, som fremføres i artiklen.

Fremmedlegionen (fransk: Légion Étrangère) er en enhed i den franske hær. Den blev oprettet 10. marts 1831 i Nordafrika for at tillade andre nationaliteter at blive en del af den franske hær. Efter de franske koloniers selvstændighed blev hovedkvarteret flyttet til Aubagne nær Marseille. Fremmedlegionen omfatter infanteri, kavaleri, ingeniørtropper og faldskærmstropper.

## Optagelse
De fleste officerer er franske; resten af legionen er mænd af mange forskellige nationaliteter. Enhver mand kan søge optagelse uanset nationalitet, race og religion. Franske statsborgere skal indvilge i at ændre deres nationalitet til et fransktalende land. Nye legionærer skriver under på en kontrakt, som gælder for fem år, men som kan forlænges. Efter tre års tjeneste kan legionæren ansøge om fransk statsborgerskab, og efter 20 år kan legionæren forlade legionen med en pension, som udbetales hver måned resten af livet, også hvis legionæren bor uden for Frankrig. En legionær kan lade sig indrullere under et pseudonym og efter tre år søge rectification: Bede om at få sit rigtige navn igen. Hvis legionæren i fem år i tjener under pseudonym, kan han ikke beholde det efter endt kontrakt. Den dag han forlader Fremmedlegionen, får han sit rigtige navn igen.
Tidligere havde fremmedlegionen ry for at tiltrække lejesoldater og kriminelle på flugt. I de senere år er adgangen til legionen blevet begrænset meget, og der foretages baggrundstjek på alle ansøgere. Har han i sit hjemland begået kriminalitet og er eftersøgt, optages han ikke. Ved kriminalitet menes der hård kriminalitet. Mindre forseelser accepteres. Dvs. gæld eller flugt for hustrubidrag og børnebidrag. De fleste, som søger om optagelse, kommer fra lande med lav levestandard som Sydamerika, Italien,
Østeuropa samt Rusland. Fremmedlegionen er kendt for streng disciplin, og det har længe gjort, at legionen har haft et stort problem med desertering.

## Legionshistorie
Fremmedlegionen blev oprettet i 1831 af Ludvig-Filip, som havde problemer i Algeriet, hvor kongen havde et ekspeditionskorps på 37.000 mand, der var strandet. Fremmedlegionen skulle støtte de regulære franske enheder, som kæmpede for at skaffe Frankrig nye kolonier i Nordafrika og Fjernøsten. Legionen har under og efter tabet af de franske kolonier i Afrika og Fjernøsten deltaget i alle de krige/felttog, som Frankrig har taget del i:
- Krimkrigen 1853-56
- Frankrigs invasion af Mexico 1861-67
- Den fransk-preussiske krig 1870-71
- 1. verdenskrig 1914-18, hvor den blev højt dekoreret for sin indsats
- 2. verdenskrig 1939-45, hvor det meste af legionen kæmpede sammen med de frie franske styrker, imens andre kæmpede for Vichy-regeringen.
- 1. indokinesiske krig 1945-54, hvor den også kæmpede ved Dien Bien Phu.
- Golfkrigen i 1991, hvor den blev rost for sin viden om krigsførelse i ørkenterræn.

Fremmedlegionen har senere deltaget i de fredsbevarende missioner, som Frankrig deltager eller har deltaget i:
- Kolwezi i den Demokratiske Republik Congo i 1978, hvor den ved en storstilet redningsaktion ved hjælp af faldskærmsenheder reddede mere end 800 civile fra Katangas lejesoldater .
- Tchad 1969-90 Libanon i 1982 og 1983, Rwanda 1994, Somalia 1992-93, Balkan (Bosnien-Hercegovina, Kosovo og Nordmakedonien) 1992 og hvor den stadig er aktiv, Den Centralafrikanske Republik og Zaïre 1996-97. Elfenbenskysten har den været i siden 2002 og i Afghanistans nordlige region (Surobi og Tora) siden 2002.

I 1996 afskaffede Frankrig værnepligten til fordel for professionelle soldater. De franske politikere ønskede en professionel styrke. Det betød, at flere legionærer blev trukket tilbage fra nogle missioner i udlandet og erstattet af soldater fra den nye franske hær. Frankrigs politikere har derefter foretrukket at bruge den regulære franske hær, og den franske hær er tilført flere penge og flere midler og Fremmedlegionen færre.
Men Frankrig har ingen planer om at nedlægge Fremmedlegionen og ønsker at kunne trække på flere enheder. Mere end 8.000 søger hvert år ind i legionen. Det betyder, at den franske hær ingen problemer har med rekruttering af nye soldater efter afskaffelsen af værnepligten.

## Sammensætning
- Franske fastland:
  - Fremmedlegionens 1. Kavaleriregiment (1° REC), Orange, panserregiment.
  - Fremmedlegionens 2. Infanteriregiment (2° REI), Nîmes, panserinfanteri.
  - Fremmedlegionens 1. Ingeniørregiment (1° REG), nær Laudun/ ved Avignon.
  - Fremmedlegionens 2. Ingeniørregiment (2° REG), Saint Cristol, på Plateau de Albion.
  - Fremmedlegionens 1. Regiment (1° RE), Aubagne (Legionens hovedkvarter).
  - Fremmedlegionens 4. Regiment (4° RE), Castelnaudary (træning).
- Korsika:
  - Fremmedlegionens 2. Faldskærmsregiment (2° REP) med base i Calvi.
- Frankrigs oversøiske områder:
  - Fremmedlegionens 3. Infanteriregiment (3° REI), Fransk Guyana.
  - Fremmedlegionens detachement (DLEM) på Mayotte.
- Afrika
  - Fremmedlegionens 13. halvbrigade (13° DBLE), Djibouti.

## Berømte medlemmer af Légion Étrangère
- André Lalande
- Elie de Saint-marc
- Koenig, General Pierre
- Prins Aage
- Pierre Messmer
- Cole Porter
- Alan Seeger
- Simon Murray
- Ernst Jünger

## Eksterne links
- Wikimedia Commons har flere filer relateret til Fremmedlegionen
- Fremmedlegionens officielle side Arkiveret 29. december 2008 hos  Wayback Machine

43°17′33″N 5°33′12″Ø / 43.29250°N 5.55333°Ø